# Lego Bionicle: The Legend of Mata Nui
Lego Bionicle: The Legend of Mata Nui — отменённый приключенческий боевик, разработанный Saffire и основанный на франшизе Bionicle от Lego Group. Выпуск игры должен был состояться в конце 2001 года для платформы Microsoft Windows, а в начале 2002 года издатель Lego Software собирался выпустить её на GameCube. Игра создавалась как прямое продолжение другого проекта Saffire — Lego Bionicle: Quest for the Toa, вышедшего в октябре 2001 года на Game Boy Advance. В The Legend of Mata Nui разработчики хотели завершить сюжетную линию Bionicle 2001 года, посвящённую противостоянию шестерых повелителей стихий, воинов-героев Тоа со злым духом Макутой, атаковавшим остров Мата Нуи и подчинившим своей воле звероподобных существ Рахи.
Legend of Mata Nui задумывалась как трёхмерная игра от третьего лица, которая напоминала проекты серии The Legend of Zelda — Ocarina of Time (1998) и Majora’s Mask (2000) — с точки зрения игрового процесса: чтобы продвинуться дальше по сюжетной кампании, игрок собирает необходимые предметы, спасает жителей деревни, а также побеждает Рахи Макуты и стихийных монстров. Каждый Тоа по умолчанию обладает уникальными способностями, основанными на подвластной ему стихии, в то время как дополнительные возможности открывают разбросанные по всему острову могущественные маски Канохи.
Разработка The Legend of Mata Nui началась в начале 2000 года и продлилась до октября 2001 года, после чего разработчики внезапно отменили её за два месяца до запланированного выпуска в декабре. По словам создателей, на момент отмены игра была готова примерно на 90 %; прежде всего они не успели завершить финальную битву с Макутой. После отмены игры Lego раскрыла запланированный сюжетный контента в других медиа, в то время как компания-разработчик Saffire распалась спустя несколько лет из-за финансовых проблем. После масштабной маркетинговой кампании игры фанаты требовали выхода The Legend of Mata Nui на заявленные платформы. В 2018 году в сеть просочились две рабочие версии. Сообщество YouTube The Beaverhouse основало независимую студию Litestone Studios с целью завершить игру. 10 августа 2019 года вышла её обновлённая версия под названием Bionicle: The Legend of Mata Nui Rebuilt.

## Игровой процесс

Скриншот из отменённой игры: Тоа Таху исследует вулканический регион Та-Вахи; рядом с ним находится Маторан Джаллер — один из NPC

The Legend of Mata Nui — это приключенческий боевик, в котором игрок управляет шестёркой воинов Тоа; каждый из них не только владеет уникальным оружием, но и контролирует одну из природных стихий. Игровой мир также разделён на шесть регионов, которые, как и Тоа, олицетворяют следующие стихии: воздух, землю, огонь, лёд, камень и воду. По мере прохождения сюжетной кампании игрок спасает жителей острова от враждебно настроенных звероподобных существ Рахи, находит и возвращает потерянные ими предметы и решает головоломки. Игрок может исследовать различные части острова, включая шесть деревень. Помимо имеющегося в их распоряжении оружия, Тоа используют в сражениях стихийные атаки, материализуя их в энергетические шары. Рахи, которые являются наиболее часто встречающимися противниками Тоа, представляют собой эквиваленты реально существующих животных, таких как тигры и скорпионы.
Лиам Робертсон из Did You Know Gaming? отметил, что игровой процесс The Legend of Mata Nui схож с The Legend of Zelda: Ocarina of Time и Majora’s Mask; во всех трёх случаях игрок находит предметы, которые открывают ему доступ к закрытым областям на каждом уровне. Кроме того, персонажи The Legend of Mata Nui активно используют абордажный крюк — основной инструмент в серии The Legend of Zelda. Во время исследования шести регионов острова Мата Нуи протагонисты находят маски Канохи, открывающие дополнительные возможности, такие как защита, левитация, контроль над разумом, телекинез и дыхание под водой. Игрок переключает маски по собственному усмотрению, а при переходе в следующий регион они передаются другому Тоа; каждый игровой персонаж обладает уникальной способностью, которой нет у остальных героев: например, Тоа огня Таху в состоянии передвигаться по лаве, а Тоа воздуха Лива способен раскачиваться на лозах. После сбора определённого количества Канохи и выполнения необходимого минимума заданий игрок сражается с олицетворяющими стихии монстрами; в этих битвах он не может использовать силы масок Канохи.

## Сюжет

### Сеттинг
The Legend of Mata Nui является прямым продолжением Lego Bionicle: Quest for the Toa — другого проекта Saffire, вышедшего в 2001 году на Game Boy Advance. События игры начинаются с момента окончания Quest for the Toa, после того, как Маторан Такуа спас Турага, старейшин Мата Нуи. Собрав шесть камней Тоа, жители острова призывают повелевающих стихиями воинов, которым предначертано победить злого духа Макуту. По словам ведущего сценариста франшизы Bionicle Грега Фаршти, в The Legend of Mata Nui должна была завершиться сюжетная линия 2001 года; из-за отмены игры, представители Lego были вынуждены продолжить историю в ранее вышедшей браузерной игре Mata Nui Online Game в жанре point-and-click.

### История
Макута подчиняет своей воле диких обитателей Мата Нуи, известных как Рахи, чтобы натравить их на Маторанов и захватить власть над островом. Чтобы не допустить этого, Матораны призывают шестерых воинов Тоа, канистра с которыми падает с небес в океан и достигает берегов Мата Нуи. Первым пробуждается Тоа земли Онуа, после чего за ним следуют Тоа воды Гали, Тоа камня Похату, Тоа льда Копака, Тоа воздуха Лива и Тоа огня Таху. Герои отправляются на поиски могущественных масок Канохи, которые даруют им новые способности. С их помощью Тоа спасают попавших в беду Маторанов и побеждают шестерых олицетворяющих стихии монстров Макуты.
Между уровнями Тоа кратко взаимодействуют друг с другом и обмениваются собранными Канохи. После нахождения всех масок и победы над приспешниками Макуты объединившиеся герои спускаются в логово злого духа, расположенное под древним храмом Кини-Нуи. Внутри они разделяются на подгруппы из трёх Тоа, каждая из которых трансформируется в Тоа Кайта, и побеждают крабов Манасов. Затем Тоа Кайта возвращаются в первоначальное состояние и захватывают шесть различных областей логова, прежде чем сразиться с самим Макутой. После победы над ним остров озаряет ореол света. Поражение Макуты приводит к пробуждению насекомоподобных существ, известных как Бороки.

## Разработка

### Ранние этапы
Разработка The Legend of Mata Nui началась в начале 2000 года. Lego работала над проектом совместно с компанией Saffire, которую им порекомендовала Nintendo. По словам президента Saffire Хэла Раштона, в своих проектах обе компании делали упор на «высокие моральные ценности». Один из сотрудников Saffire Джей Уорд отметил, что и Saffire и Lego создавали продукты для всей семьи, поэтому их партнёрство было «удачным». Штаб-квартира Saffire располагалась в Американ-Форке (штат Юта), где, по оценке Раштона, проживало много людей, говорящих на нескольких языках; это было важно для Lego, так как руководство компании хотело, чтобы игра поддерживала девять языков.
По словам Раштона, Saffire и Lego тщательно проработали дизайн вымышленных существ как для The Legend of Mata Nui, так и для предшествовавшей ей Quest for the Toa. Так как ни одна из шести деревень Мата Нуи не была показана в других медиа по мотивам франшизы, Lego предоставила Saffire значительную творческую свободу. Во время разработки создатели неоднократно изменяли дизайн деревень: например, в альфа-версии игры водная деревня Га-Коро состояла из «хижин, построенных на крупных плавающих кувшинках в заливе»; этот дизайн впоследствии использовался в других проектах франшизы, в частности в Mata Nui Online Game, однако в бета-версии Га-Коро выглядела иначе.

### Конфликт с маори
Bionicle выделялась на фоне других франшиз Lego того времени, так как включала в себя как игрушки, так и компьютерные игры, через которые раскрывалась мифология вселенной. Создавая сюжет и сеттинг Bionicle, авторы франшизы вдохновлялись полинезийской культурой и языками, в частности языком маори, что можно было увидеть в именах персонажей, мифах, племенных символах и ритуалах. Представители маори посчитали, что Lego трактовала их культуру «неправильно» и «тривиально», в частности они были возмущены использованием слова «тохунга», которым во вселенной Bionicle идентифицировали простых деревенских жителей; на языке маори «тохунга» называли экспертов в определённой области. По этой причине маори хотели, чтобы Lego исключила подобную терминологию из своей франшизы. Lego не согласилась с претензией на культурную апроприацию. Пресс-секретарь Ева Ликкегор отметила, что компания не пыталась зарегистрировать авторские права на какие-либо термины маори, а хотела лишь использовать их в собственной франшизе. В конечном итоге Lego отказалась от использования некоторых слов, в частности «тохунга», в результате чего Saffire вырезала все упоминания о них из обеих игр, которые на тот момент находились в разработке; из-за этого они также изменили подзаголовок Tales of the Tohunga на Quest for the Toa. Также Lego пообещала впредь воздержаться от использования терминологии реально существующих культур в своих проектах. Несмотря на то, что Lego не закрыла линейку Bionicle и не отменила разработку игры, маори были тронуты готовностью компании признать свои ошибки и сделать встречный шаг.

### Отмена
Изначально Lego предоставила Saffire Corporation большую творческую свободу, однако, со временем представители компании начали активнее участвовать в разработке. Несмотря на то, что главные герои Bionicle задумывались как воины, которые использовали в сражениях оружие, Lego не хотела, чтобы в игре было много насилия. В какой-то момент разработки Saffire пришлось отказаться от анимация распада побеждённых Рахи на детали, так как она показалась сотрудникам Lego слишком жестокой. По словам бывшего разработчика Saffire Дарвелла Ханта, к середине 2001 года Lego сочла таковой всю игру, а после терактов 11 сентября потребовала вырезать из неё все проявления насилия.
Помимо этого, Saffire столкнулась с различными финансовыми трудностями. Создатели заявили, что не получали зарплату в течение нескольких последних месяцев разработки, хотя многие из них работали посменно «до 70 часов в неделю». По словам Ханта, на момент его увольнения в октябре 2001 года Saffire «задержала заработную плату как минимум на шесть недель».
Об отмене игры стало известно в октябре 2001 года. На фанатском сайте Bionicle Mask of Destiny было размещено заявление представителя Lego, в котором тот объяснил закрытие проекта «несовместимостью чипов и нарушенными сроками», а также отметил, что компания отменила игру, чтобы «обеспечить устойчивость, продолжительность и ценность бренда Bionicle». В 2010 году ведущий сценарист франшизы Грег Фаршти назвал ещё одну причину отмены: Lego была недовольна качеством The Legend of Mata Nui. Кроме того, сотрудники Lego выдвигали другие версии: проект был закрыт после событий 11 сентября; игра не соответствовала видению нового руководства компании; Lego предпочла сотрудничество с Argonaut Games, которая, в конечном итоге, создала игру Bionicle 2003 года. В июне 2021 года бывший продюсер Lego Group Джефф Джеймс развеял версию, согласно которой разработка была отменена из-за терактов 11 сентября. По словам Джеймса, Lego не была уверена, что Saffire успеет завершить работу над игрой в срок; также он указал на «несовместимость чипов».
Разработчики The Legend of Mata Nui отметили, что на момент отмены игра была готова на 90 %. Одной из незаконченных локаций было логово Макуты, в котором каждый из Тоа должен был задействовать свои способности Также создатели не успели придумать имена для олицетворяющих стихии монстров, за исключением элементаля земли Ватука-Нуи. По словам Фаршти, главные герои должны были противостоять своим злым аналогам, тёмным Тоа, которых создал Макута.

## Продвижение

Реклама The Legend of Mata Nui в комиксе Deep Into Darkness

Saffire планировала выпустить The Legend of Mata Nui одновременно с Quest for the Toa в сентябре 2001 года. Lego раскрыла дату выпуска — декабрь 2001 года — в комиксе Bionicle Triumph of the Toa, где также заявила о разработке порта для GameCube, выход которого был намечен на 2002 год. Предполагаемая цена копии игры составляла $ 25 США, в то время как один экземпляр Quest for the Toa стоил $ 40.
Lego активно рекламировала The Legend of Mata Nui вплоть до отмены игры. Бен Следж из IGN охарактеризовал её маркетинговую кампанию как «на удивление масштабную рекламу проекта, который так и не вышел». В коробках с хлопьями Cheerios попадались компакт-диски, содержащие кат-сцены из игры, а её выпуск неоднократно упоминался в серии комиксов Bionicle и на веб-сайте франшизы. Также Lego планировала продавать в комплекте с игрой эксклюзивную маску Канохи Вахи, более известную как «маска времени». Компания планировала провести бета-тестирование, которое так и не состоялось из-за отмены игры.

## Наследие
Разработка The Legend of Mata Nui привела к серьёзным финансовым трудностям Saffire: руководство уволило многих сотрудников после закрытия проекта, прекратило разработку игр в 2004 году и ликвидировало компанию в 2007 году. Несмотря на это, дизайн локаций из игры использовался в последующих медиа по мотивам франшизы. Арон Геренсер из Quillstreak заявил, что «такое сходство не может быть совпадением», и упомянул о передаче активов игры Templar Studios, которая разрабатывала Mata Nui Online Game; рецензент резюмировал: «[игра] оставила значимый и устойчивый след во франшизе».
Поклонники Bionicle продолжали интересоваться проектом из-за его запоминающейся маркетинговой кампании. Гренссер назвал The Legend of Mata Nui «чем-то вроде Святого Грааля» для сообщества фанатов Bionicle. Наибольший интерес у них вызвало финальное сражение Тоа с Макутой, которое не было показано в официальном каноне франшизы. В 2000-х годах было предпринято несколько попыток возродить проект; это стало возможным благодаря тому, что разработчики сохранили рабочую копию игры. В 2004 году владелец одной из этих копий — анонимный пользователь Mask of Destiny под ником Deep Brick — опубликовал на сайте изображения первого уровня The Legend of Mata Nui. В 2010 году Deep Brick разместил в сети кадры из игры, однако интерес к ней угас после закрытия линейки Bionicle в том же году.

### Фанатское переиздание
В феврале 2018 года в группе фанатов Bionicle под названием BioMedia Project, которая состояла из архивариусов и программистов, появилась альфа-версия The Legend of Mata Nui от июля 2001 года. Представители BioMedia Project разместили ссылку для скачивания в сети и провели прямую трансляцию на YouTube-канале The Beaverhouse с демонстрацией игрового процесса. Обозреватель компьютерных игр Лиам Робертсон обнаружил бета-версию от 23 октября 2001 года. Эти версии отличались друг от друга по части элементов игрового процесса и сюжетного контента: у бета-версии были превосходная производительность и графика, а альфа-версия содержала большую часть сюжетной кампании. Компания The Beaverhouse основала независимую игровую студию Litestone Studios, чтобы создать конечный продукт. По словам руководителя разработки Лиама Скотта, Lego согласилась воздержаться от исков в том случае, если представители The Beaverhouse не будут продавать игру за деньги.
Во время первичного изучения двух сборок сотрудники Litestone пришли к выводу, что они не предназначены для игры на современных компьютерах и будут работать только на графическом процессоре Voodoo2, который не был распространён даже на оборудовании того времени. Специалисты сосредоточили усилия на том, чтобы добиться их совместимости с современными операционными системами; также они работали над объединением различных версий в единую игру, чтобы приблизить её к изначальному видению Saffire. Litestone намеревались создать с нуля финальную битву с Макутой, взяв за основу образ персонажа из Mata Nui Online Game, где он был показан как Маторан, который превращается в «тёмный сгусток из деталей Lego Technic». Представители Litestone заявили, что их ремейк «не является новой игрой», а лишь воссоздаёт оригинальную The Legend of Mata Nui. 10 августа 2019 года Litestone разместила в сети версию 1.0 под названием Bionicle: The Legend of Mata Nui Rebuilt.